# Liste der Biografien/Wals
Liste der Biografien |
Portal Biografien |
Personensuche
# |
A |
B |
C |
D |
E |
F |
G |
H |
I |
J |
K |
L |
M |
N |
O |
P |
Q |
R |
S |
T |
U |
V |
W |
X |
Y |
Z |
?
 
Wa |
Wc |
Wd |
We |
Wh |
Wi |
Wj |
Wl |
Wn |
Wo |
Wr |
Ws |
Wt |
Wu |
Ww |
Wy |
Wz
 
Waa |
Wab |
Wac |
Wad |
Wae |
Waf |
Wag |
Wah |
Wai |
Waj |
Wak |
Wal |
Wam |
Wan |
Wao |
Wap |
Waq |
War |
Was |
Wat |
Wau |
Wav |
Waw |
Wax |
Way |
Waz
 
Wala |
Walb |
Walc |
Wald |
Wale |
Walf |
Walg |
Walh |
Wali |
Walj |
Walk |
Wall |
Walm |
Waln |
Walo |
Walp |
Walq |
Walr |
Wals |
Walt |
Walu |
Walw |
Waly |
Walz
Die Liste der Biografien führt alle Personen auf, die in der deutschsprachigen Wikipedia einen Artikel haben. Dieses ist eine Teilliste mit 269 Einträgen von Personen, deren Namen mit den Buchstaben „Wals“ beginnt.

## Wals
- Wals, Cor (1911–1994), niederländischer Radrennfahrer

### Walsc
- Walsch, Neale Donald (* 1943), US-amerikanischer Autor spiritueller Bücher
- Walsch, Werner (1930–2011), deutscher Mathematikdidaktiker
- Walschaerts, Egide (1820–1901), belgischer Maschinenbauingenieur
- Walschaerts, Jean (* 1943), belgischer Radrennfahrer
- Walschap, Gerard (1898–1989), belgischer Schriftsteller, Vertreter des katholisch-humanistischen Expressionismus
- Walscheid, Max (* 1993), deutscher RadrennfahrerMax Walscheid (* 1993)

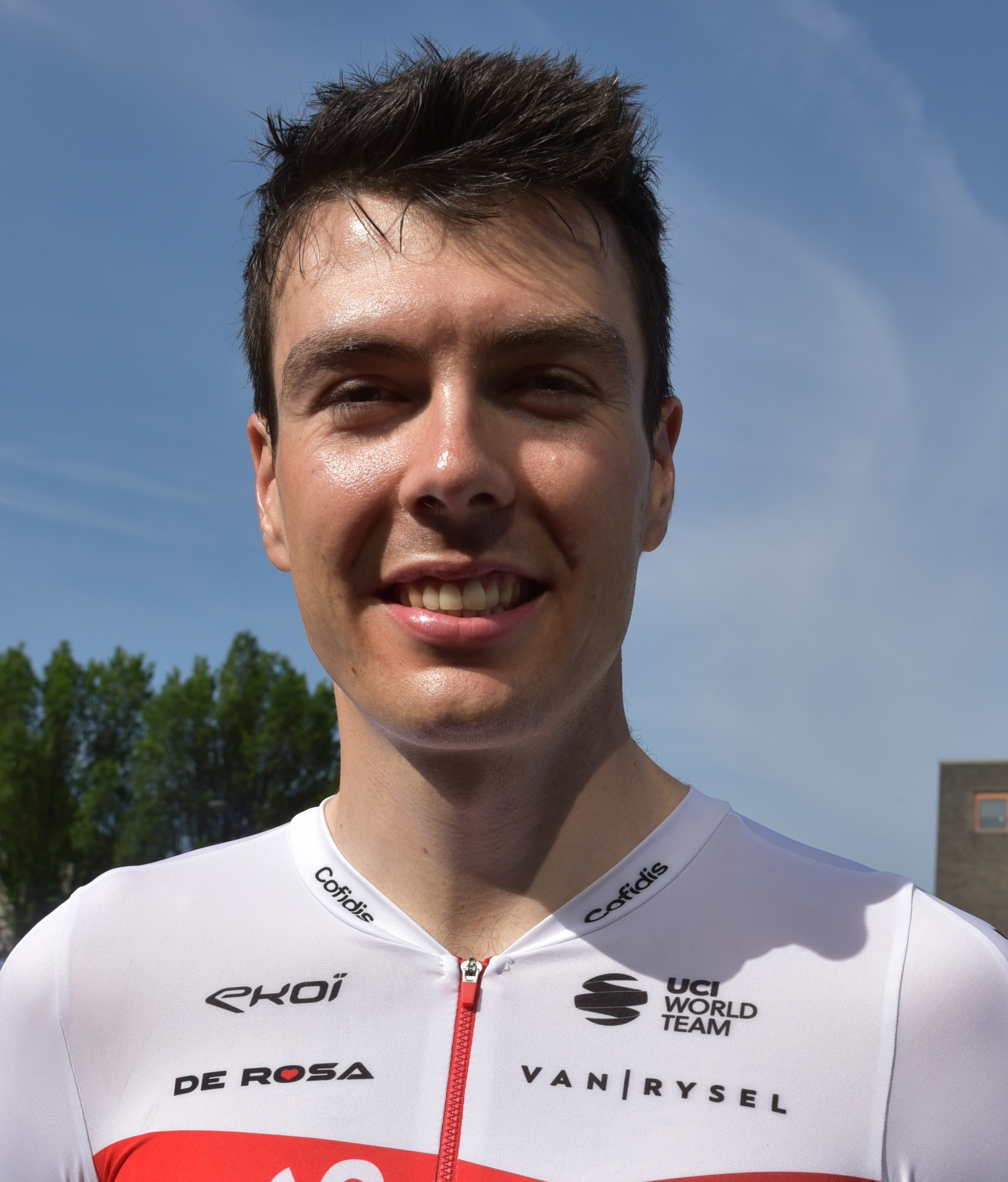
Max Walscheid (* 1993)

- Walschot, René (1916–2003), belgischer Radrennfahrer

### Walsd
- Walsdorf, Lothar (1951–2004), deutscher Schriftsteller und Hörspielautor
- Walsdorff, Henrik (* 1965), deutscher Jazzsaxophonist

### Walse
- Walsegg, Franz von (1763–1827), österreichischer Adliger
- Walser, Alexander (* 1976), schweizerisch-liechtensteinischer Musiker, Komponist und Produzent
- Walser, Alissa (* 1961), deutsche Schriftstellerin, Malerin und Übersetzerin
- Walser, Andreas (1908–1930), Schweizer Maler, Dichter und Fotograf
- Walser, Andreas Victor (* 1976), Schweizer Althistoriker
- Walser, Angelika (* 1968), deutsche katholische Moraltheologin
- Walser, Céline (* 1998), Schweizer Squashspielerin
- Walser, Christoph (* 1975), österreichischer Unternehmer und Politiker
- Walser, Derrick (* 1978), kanadischer Eishockeyspieler
- Walser, Don (1934–2006), US-amerikanischer Countrymusiker
- Walser, Eduard (1863–1949), Schweizer Politiker (FDP)
- Walser, Emil (1909–1972), schweizerischer Komponist und Volksmusikant
- Walser, Emmy (1899–1992), Schweizer Kindergärtnerin und Reformpädagogin
- Walser, Ernst (1878–1929), Schweizer Romanist und Historiker
- Walser, Ewald (* 1947), österreichischer Maler, Grafiker und Hochschullehrer
- Walser, Franziska (* 1952), deutsche SchauspielerinFranziska Walser (* 1952)

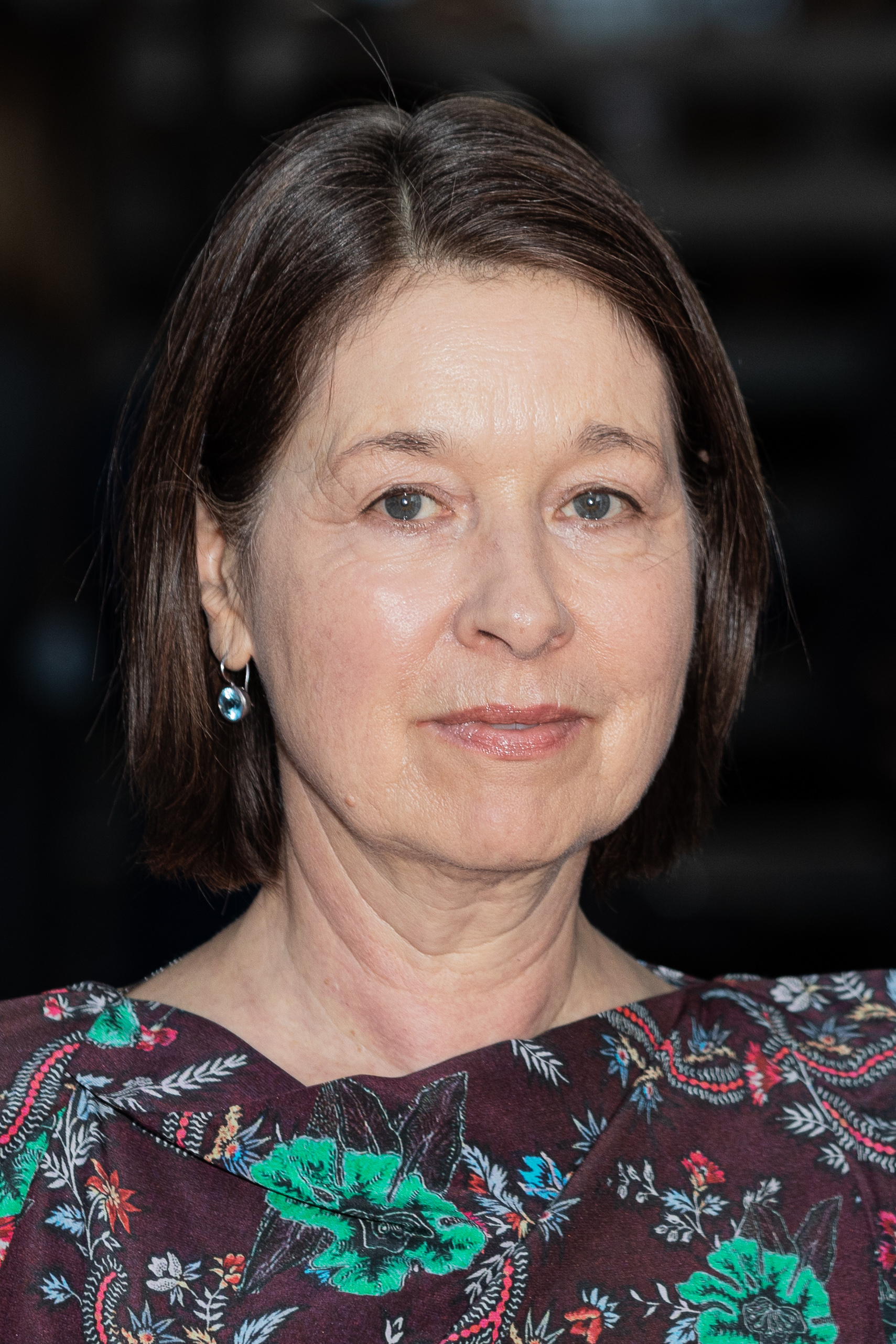
Franziska Walser (* 1952)

- Walser, Friedrich (1841–1922), Schweizer Architekt
- Walser, Gabriel (1695–1776), Schweizer Pfarrer, Historiker und Geograph
- Walser, Georges (1883–1943), französischer Flottillenadmiral
- Walser, Gerold (1917–2000), Schweizer Althistoriker und Epigraphiker
- Walser, Hans H. (1920–2022), Schweizer Psychiater und Medizinhistoriker
- Walser, Hans-Peter (* 1964), Schweizer BerufsoffizierHans-Peter Walser (* 1964)

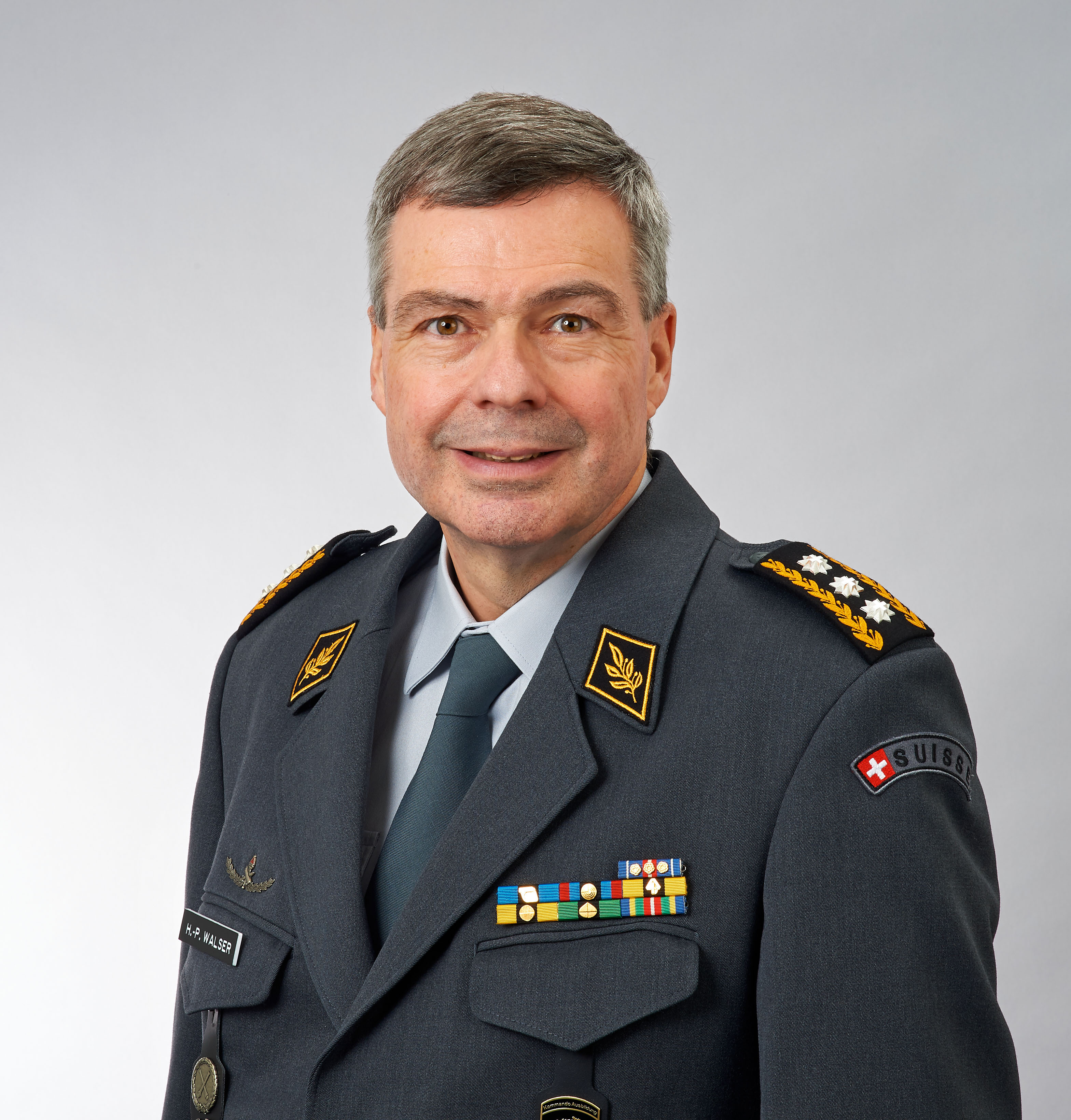
Hans-Peter Walser (* 1964)

- Walser, Harald (* 1953), österreichischer Lehrer, Historiker und Politiker (GRÜNE), Abgeordneter zum Nationalrat
- Walser, Herbert (* 1967), österreichischer Musiker
- Walser, Hermann (1870–1919), Schweizer Geograph und Hochschullehrer
- Walser, Hugo (1940–2005), Liechtensteiner Sprinter
- Walser, Johann Jakob (1789–1855), Schweizer Theologe, Pfarrer und Förderer des Schulwesens
- Walser, Johann Ulrich (1798–1866), Schweizer Theologe, Pfarrer, Publizist und Politiker
- Walser, Johanna (* 1957), deutsche Schriftstellerin und Übersetzerin
- Walser, Johannes (1739–1805), Schweizer Kaufmann
- Walser, Johannes (1773–1833), Schweizer Kaufmann
- Walser, Karin (1950–2004), deutsche Feministin und Geschlechterforscherin
- Walser, Karl (1877–1943), Schweizer Maler, Bühnenbildner und Illustrator
- Walser, Karl (1892–1982), deutscher Regierungspräsident
- Walser, Ludwig (1936–2016), Schweizer Innenarchitekt, Möbeldesigner, Industriedesigner und Lehrbeauftragter
- Walser, Manuel (* 1989), Schweizer Konzert- und Opernsänger (Bariton)
- Walser, Mark (* 1975), liechtensteinischer Fußballspieler
- Walser, Martin (1927–2023), deutscher SchriftstellerMartin Walser (1927–2023)

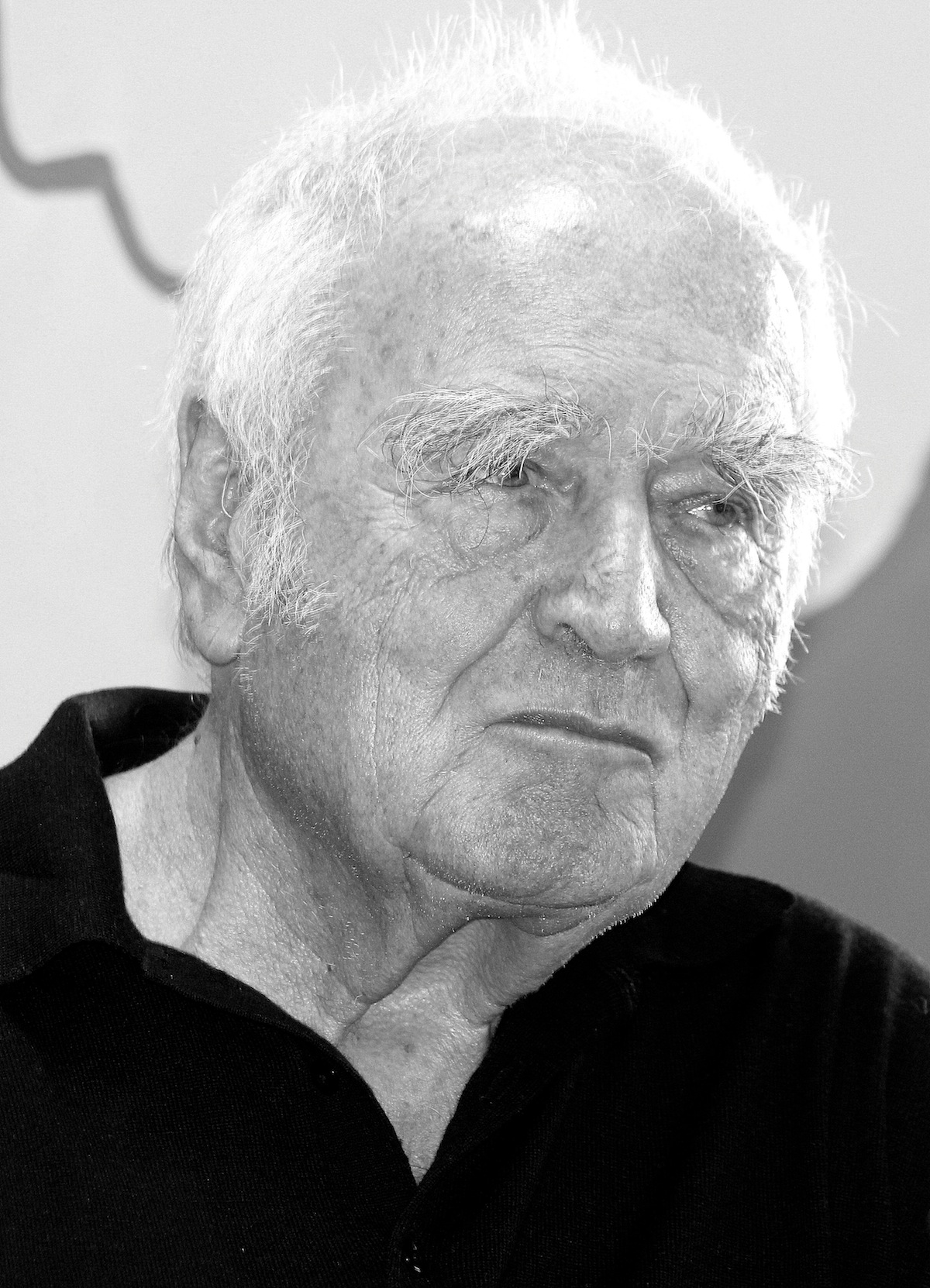
Martin Walser (1927–2023)

- Walser, Monika (* 1965), Schweizer Managerin
- Walser, Nico (* 1965), deutscher Kabarettist
- Walser, Peter (1871–1938), Schweizer reformierter Geistlicher
- Walser, Raphael (* 1988), Schweizer Jazzmusiker (Kontrabass, Komposition)
- Walser, Reinhold (* 1967), österreichischer Physiker
- Walser, Richard (1897–1945), österreichischer Politiker (CSP), Landtagsabgeordneter zum Vorarlberger Landtag
- Walser, Robert (1878–1956), deutschsprachiger Schweizer Schriftsteller
- Walser, Samuel (* 1992), Schweizer Eishockeyspieler
- Walser, Sven (1963–2023), deutscher Schauspieler
- Walser, Theresia (* 1967), deutsche Schriftstellerin
- Walser, Thomas (* 1982), Schweizer Eishockeyspieler
- Walser, Walter (1927–1978), österreichischer Mörder
- Walser, Willi (1921–1981), Schweizer Textilunternehmer, Gemeindepräsident, Kantonsrat und Regierungsrat

### Walsh
- Walsh Jennings, Kerri (* 1978), US-amerikanische Beachvolleyballspielerin
- Walsh, Aidan (* 1997), irischer Boxer
- Walsh, Aisling (* 1958), irische Filmregisseurin
- Walsh, Alan (1916–1998), britisch-australischer Physiker und Chemiker
- Walsh, Alexandra (* 2001), US-amerikanische Schwimmerin
- Walsh, Allan B. (1874–1953), US-amerikanischer Politiker
- Walsh, Amy (* 1977), kanadische Fußballspielerin
- Walsh, Arthur (1896–1947), US-amerikanischer Politiker (Demokratische Partei)
- Walsh, Arthur Donald (1916–1977), britischer Chemiker
- Walsh, Bill (1913–1975), US-amerikanischer Filmproduzent, Drehbuchautor und Comicautor
- Walsh, Bill (1931–2007), US-amerikanischer American-Football-Trainer
- Walsh, Blair (* 1990), US-amerikanischer American-Football-Spieler
- Walsh, Bradley (* 1960), britischer Fernseh- und Filmschauspieler, Moderator und FußballspielerBradley Walsh (* 1960)

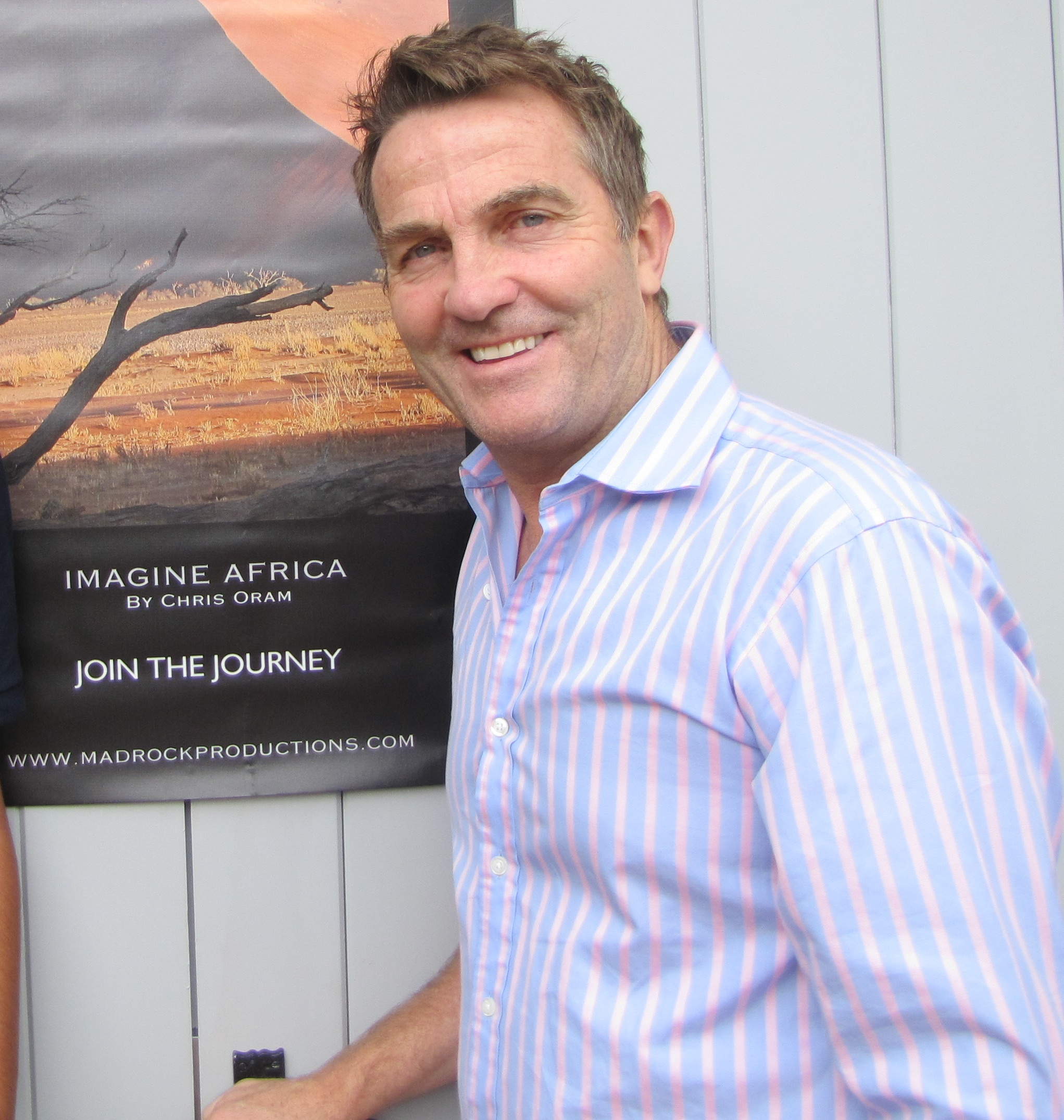
Bradley Walsh (* 1960)

- Walsh, Brett (* 1994), kanadischer Volleyballspieler
- Walsh, Brian (1918–1998), irischer Richter
- Walsh, Brian (* 1972), irischer Politiker
- Walsh, Brigid (* 1972), US-amerikanische Schauspielerin
- Walsh, Campbell (* 1977), britischer Kanute
- Walsh, Catherine (* 1970), irische Schauspielerin
- Walsh, Charlie (* 1941), australischer Radsporttrainer und Radrennfahrer
- Walsh, Chavaughn (* 1987), antiguanischer Leichtathlet
- Walsh, Christopher A. (* 1957), US-amerikanischer Neurologe
- Walsh, Christopher T. (1944–2023), US-amerikanischer Biochemiker
- Walsh, Christy (1891–1955), US-amerikanischer Baseball-Sportagent
- Walsh, Cindy (* 1979), kanadische Fußballspielerin
- Walsh, Colin (* 1955), englischer Organist und Kirchenmusiker
- Walsh, Con (1881–1942), kanadischer Hammerwerfer
- Walsh, Courtney (* 1962), jamaikanischer Cricketspieler
- Walsh, Craig (* 1971), US-amerikanischer Komponist und Musikpädagoge
- Walsh, Daniel (* 1979), US-amerikanischer Ruderer
- Walsh, Daniel Francis (* 1937), US-amerikanischer Geistlicher, emeritierter Bischof von Santa Rosa in California
- Walsh, Darren (* 1989), britischer Tennisspieler
- Walsh, David (1945–1998), kanadischer Geschäftsmann
- Walsh, David (* 1949), US-amerikanischer Journalist und politischer Autor
- Walsh, David (* 1955), irischer Sportreporter und Autor
- Walsh, David (* 1961), australischer Berufsspieler, Kunstsammler und Geschäftsmann
- Walsh, David I. (1872–1947), US-amerikanischer Politiker
- Walsh, David M. (* 1931), US-amerikanischer Kameramann
- Walsh, Dean (* 1994), irischer Boxer
- Walsh, Dearbhla, irische Fernsehregisseurin und Emmypreisträgerin
- Walsh, Dennis (* 1965), US-amerikanischer Geistlicher, römisch-katholischer Bischof von Davenport
- Walsh, Derek (* 1967), schottischer Fußballspieler
- Walsh, Diego (* 1979), brasilianisch-amerikanischer Fußballspieler
- Walsh, Doc (1901–1967), US-amerikanischer Old-Time-Musiker
- Walsh, Dominic (* 1989), deutsch-britischer Eishockeyspieler
- Walsh, Don (1931–2023), US-amerikanischer OzeanografDon Walsh (1931–2023)

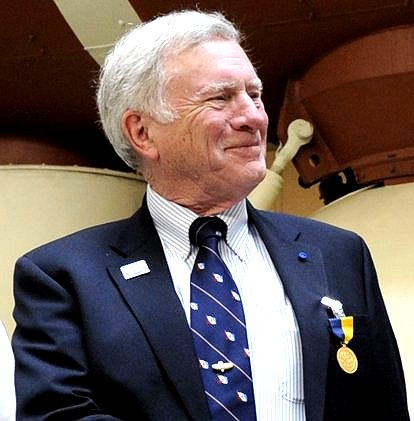
Don Walsh (1931–2023)

- Walsh, Donald D. (1903–1980), US-amerikanischer Übersetzer und Zeitungsverleger
- Walsh, Donnie (* 1941), US-amerikaner Basketballspieler und -trainer
- Walsh, Dylan (* 1963), US-amerikanischer Schauspieler
- Walsh, Eamonn (1945–2025), irischer Politiker
- Walsh, Eamonn Oliver (* 1944), irischer Geistlicher, emeritierter römisch-katholischer Weihbischof in Dublin
- Walsh, Ed (1881–1959), US-amerikanischer Baseballspieler und -trainer
- Walsh, Edmund Aloysius (1885–1956), US-amerikanischer Jesuit, Antikommunist, Hochschullehrer für Geopolitik, Gründer und erster Regent der Georgetown University School of Foreign Service
- Walsh, Eileen (* 1977), irische Schauspielerin
- Walsh, Ellard A. (1887–1975), US-amerikanischer Offizier, Generalmajor der Army National Guard
- Walsh, Emmet Michael (1892–1968), US-amerikanischer Geistlicher, römisch-katholischer Bischof von Youngstown
- Walsh, Enda (* 1967), irischer Dramatiker und Hörspielautor
- Walsh, Fran (* 1959), neuseeländische DrehbuchautorinFran Walsh (* 1959)

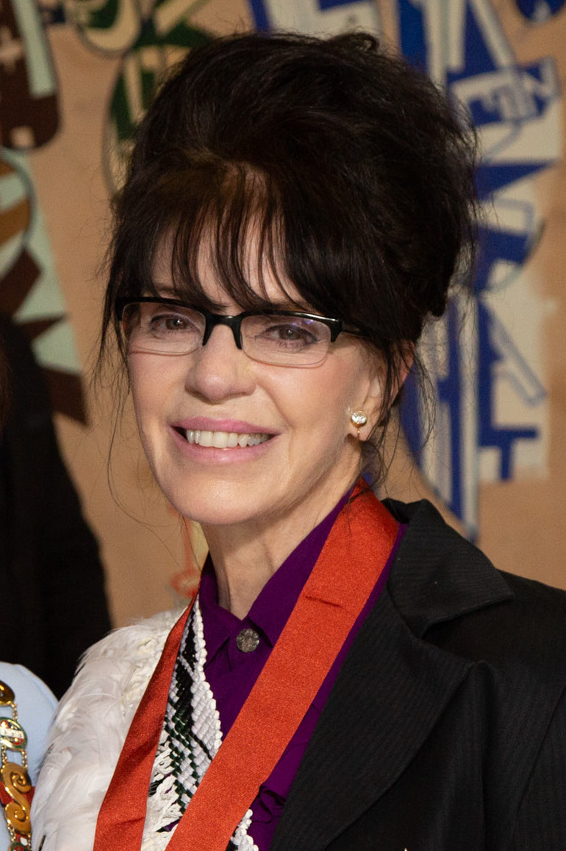
Fran Walsh (* 1959)

- Walsh, Frank (1897–1968), australischer Politiker (Labor Party), Premierminister von South Australia
- Walsh, Geoffrey (1909–1999), kanadischer Generalleutnant
- Walsh, George (1889–1981), US-amerikanischer Schauspieler
- Walsh, Gerald Thomas (1942–2025), US-amerikanischer römisch-katholischer Geistlicher und Weihbischof in New York
- Walsh, Gianfranco (* 1970), Betriebswirtschaftler und Hochschullehrer
- Walsh, Gretchen (* 2003), US-amerikanische Schwimmerin
- Walsh, Gwynyth (* 1955), kanadische Schauspielerin
- Walsh, Hayden Jr. (* 1992), antiguanisch-amerikanischer Cricketspieler der West Indies
- Walsh, Helen (* 1977), englische Schriftstellerin
- Walsh, Hugh Sleight (1810–1877), US-amerikanischer Politiker
- Walsh, Imogen (* 1984), britische Ruderin
- Walsh, J. D. (* 1974), US-amerikanischer Schauspieler, Drehbuchautor, Produzent und Improvisations-Comedian
- Walsh, J. T. (1943–1998), US-amerikanischer Schauspieler
- Walsh, Jack (1933–2014), US-amerikanischer Schauspieler
- Walsh, James J. (1858–1909), US-amerikanischer Jurist und Politiker
- Walsh, James J. (1880–1948), irischer Politiker (Sinn Féin und Cumann na nGaedheal)
- Walsh, James Morgan (1897–1952), australischer Schriftsteller
- Walsh, James T. (* 1947), US-amerikanischer Politiker
- Walsh, Jeffrey (* 1965), US-amerikanischer Geistlicher, römisch-katholischer Bischof von Gaylord
- Walsh, Jessica (* 1986), amerikanische Designerin, Art-Direktorin, Illustratorin und Pädagogin
- Walsh, Jill (1965–2012), US-amerikanische Pop- und Jazzsängerin und Songwriterin
- Walsh, Jim, irischer Politiker
- Walsh, Jimmy (1880–1964), US-amerikanischer Boxer im Bantamgewicht
- Walsh, Joan E. (1923–2017), britische Mathematikerin und Hochschullehrerin
- Walsh, Joe (1943–2014), irischer Politiker (Fianna Fáil)
- Walsh, Joe (* 1947), US-amerikanischer Rock-MusikerJoe Walsh (* 1947)

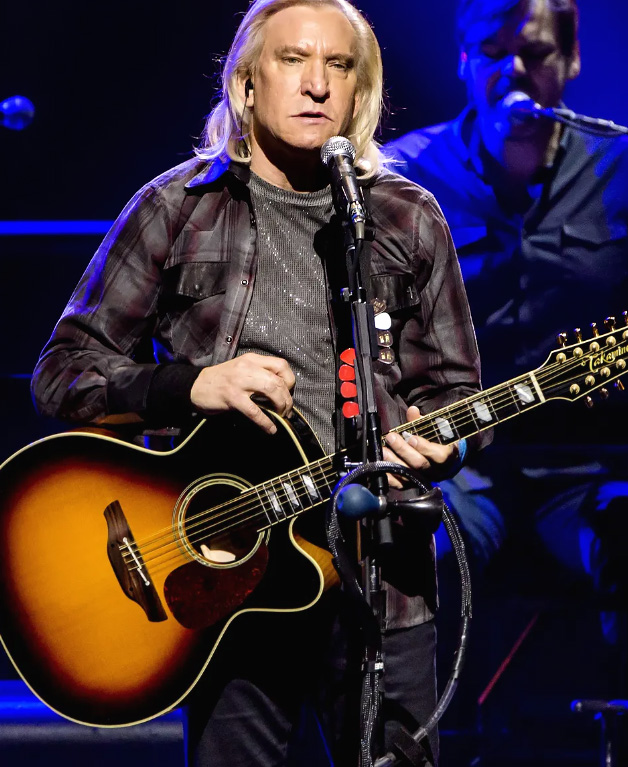
Joe Walsh (* 1947)

- Walsh, Joe (* 1961), US-amerikanischer Politiker
- Walsh, John († 1736), englischer Musikverleger
- Walsh, John (1726–1795), britischer Naturforscher und Politiker
- Walsh, John (1830–1898), kanadischer römisch-katholischer Geistlicher und Erzbischof von Toronto
- Walsh, John (* 1937), amerikanischer Kunsthistoriker

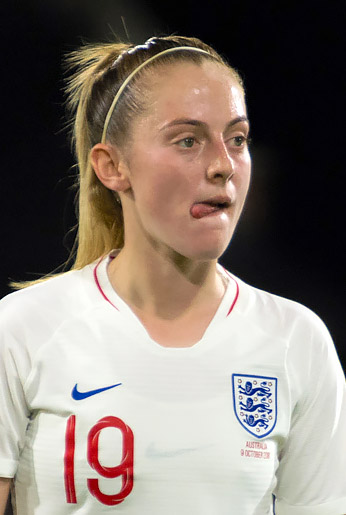
Keira Walsh (* 1997)

- Walsh, John (* 1945), US-amerikanischer Fernsehmoderator und Schauspieler
- Walsh, John (* 1960), US-amerikanischer Politiker
- Walsh, John E. (1919–1972), US-amerikanischer Statistiker
- Walsh, John R. (1913–1975), US-amerikanischer Politiker
- Walsh, Joseph (1875–1946), US-amerikanischer Politiker
- Walsh, Joseph (1888–1972), irischer Geistlicher und Erzbischof von Tuam
- Walsh, Joseph L. (1895–1973), US-amerikanischer Mathematiker
- Walsh, Joseph W., US-amerikanischer Politiker
- Walsh, Judy (1930–2006), US-amerikanische Schauspielerin
- Walsh, Julian (* 1996), japanisch-jamaikanischer Sprinter
- Walsh, June, australische Badmintonspielerin
- Walsh, Kate (* 1967), US-amerikanische Schauspielerin
- Walsh, Kate (* 1983), britische Musikerin
- Walsh, Kay (1911–2005), britische Tänzerin und Schauspielerin
- Walsh, Keira (* 1997), britische FußballspielerinKeira Walsh (* 1997)
- Walsh, Kenneth (* 1945), US-amerikanischer Schwimmer und zweifacher Olympiasieger
- Walsh, Kevin J. (* 1975), US-amerikanischer Filmproduzent und Schauspieler
- Walsh, Kimberley Jane (* 1981), britische Sängerin
- Walsh, Laura (* 1990), deutsche Volleyballspielerin
- Walsh, Lauren, US-amerikanische Schauspielerin
- Walsh, Lawrence E. (1912–2014), US-amerikanischer Jurist und United States Deputy Attorney General
- Walsh, Liam (* 2001), australischer Radsportler
- Walsh, Louis (* 1952), irischer Musikmanager
- Walsh, Louis Sebastian (1858–1924), US-amerikanischer Geistlicher, Bischof von Portland
- Walsh, M. Emmet (1935–2024), US-amerikanischer SchauspielerM. Emmet Walsh (1935–2024)

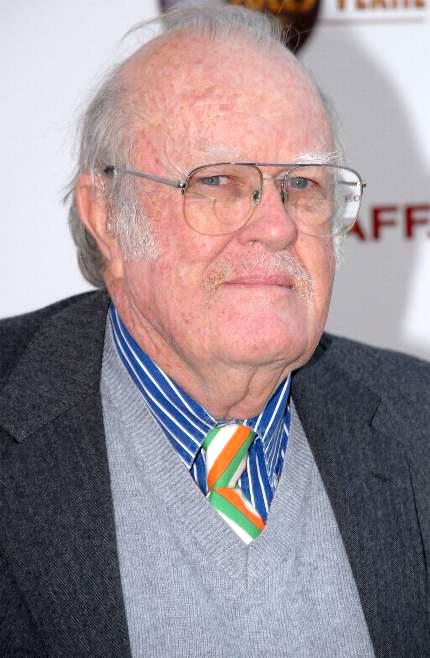
M. Emmet Walsh (1935–2024)

- Walsh, Maiara (* 1988), US-amerikanische Schauspielerin
- Walsh, Maria (* 1987), irische Politikerin (FG), MdEP
- Walsh, María Elena (1930–2011), argentinische Schriftstellerin, Lyrikerin, Dramatikerin und Journalistin
- Walsh, Mark (* 1965), englischer Dartspieler
- Walsh, Martin (* 1955), britischer Filmeditor
- Walsh, Marty (* 1967), US-amerikanischer Politiker, Bürgermeister von Boston
- Walsh, Matt (* 1964), US-amerikanischer Komiker, Schauspieler und Drehbuchautor
- Walsh, Matt (* 1982), US-amerikanischer Basketballspieler
- Walsh, Matt (* 1986), amerikanischer politischer Aktivist, Autor, Podcaster und Kolumnist
- Walsh, Maurice (1879–1964), irischer Schriftsteller
- Walsh, Megan (* 1994), irisch-englische Fußballtorhüterin
- Walsh, Michael (1810–1859), irisch-amerikanischer Politiker
- Walsh, Michael (1927–2015), britischer General
- Walsh, Michael (* 1949), US-amerikanischer Musikkritiker und Schriftsteller
- Walsh, Michael (* 1986), englischer Fußballspieler
- Walsh, Michael F. (1894–1956), US-amerikanischer Jurist und Politiker
- Walsh, Michael H. (1942–1994), amerikanischer Manager
- Walsh, Michaela (* 1998), irische Leichtathletin
- Walsh, Mickey (* 1954), irisch-englischer Fußballspieler
- Walsh, Miguel (* 1987), argentinischer Mathematiker
- Walsh, Niamh (* 1988), irische Schauspielerin
- Walsh, Nick (* 1990), schottischer Fußballschiedsrichter
- Walsh, Nicolas Eugene (1916–1997), US-amerikanischer römisch-katholischer Geistlicher, Weihbischof in Seattle
- Walsh, Orla (* 1989), irische Radsportlerin
- Walsh, Pat, australischer Anwalt und Osttimor-Aktivist
- Walsh, Pat (1936–2007), neuseeländischer Rugby-Union-Spieler
- Walsh, Patrick (1840–1899), irisch-amerikanischer Politiker (Demokratische Partei)
- Walsh, Patrick (1931–2023), irischer Geistlicher, römisch-katholischer Bischof von Down und Connor
- Walsh, Patrick Craig (* 1938), US-amerikanischer Urologe und Chirurg
- Walsh, Patrick G. (1923–2013), britischer Altphilologe
- Walsh, Patrick M. (* 1955), US-amerikanischer Admiral
- Walsh, Paul (* 1962), englischer Fußballspieler
- Walsh, Paul Henry (1937–2014), US-amerikanischer Ordensgeistlicher, Weihbischof in Rockville Centre
- Walsh, Paul S. (* 1955), englischer Geschäftsmann
- Walsh, Raoul (1887–1980), US-amerikanischer Filmregisseur und Schauspieler
- Walsh, Robert (1772–1852), irisch-britischer Kleriker und Schriftsteller
- Walsh, Robert J. (1947–2018), US-amerikanischer Film- und Fernsehkomponist
- Walsh, Rodolfo (1927–1977), argentinischer Journalist und Schriftsteller
- Walsh, Sarah (* 1983), australische Fußballspielerin
- Walsh, Seán (1925–1989), irischer Politiker, Teachta Dála
- Walsh, Sheila (* 1956), britische Sängerin, Songschreiberin, Predigerin, Autorin und Talkshow-Moderatorin
- Walsh, Stephen (1859–1929), britischer Politiker, Unterhausabgeordneter
- Walsh, Steve (* 1951), US-amerikanischer Sänger und KeyboarderSteve Walsh (* 1951)

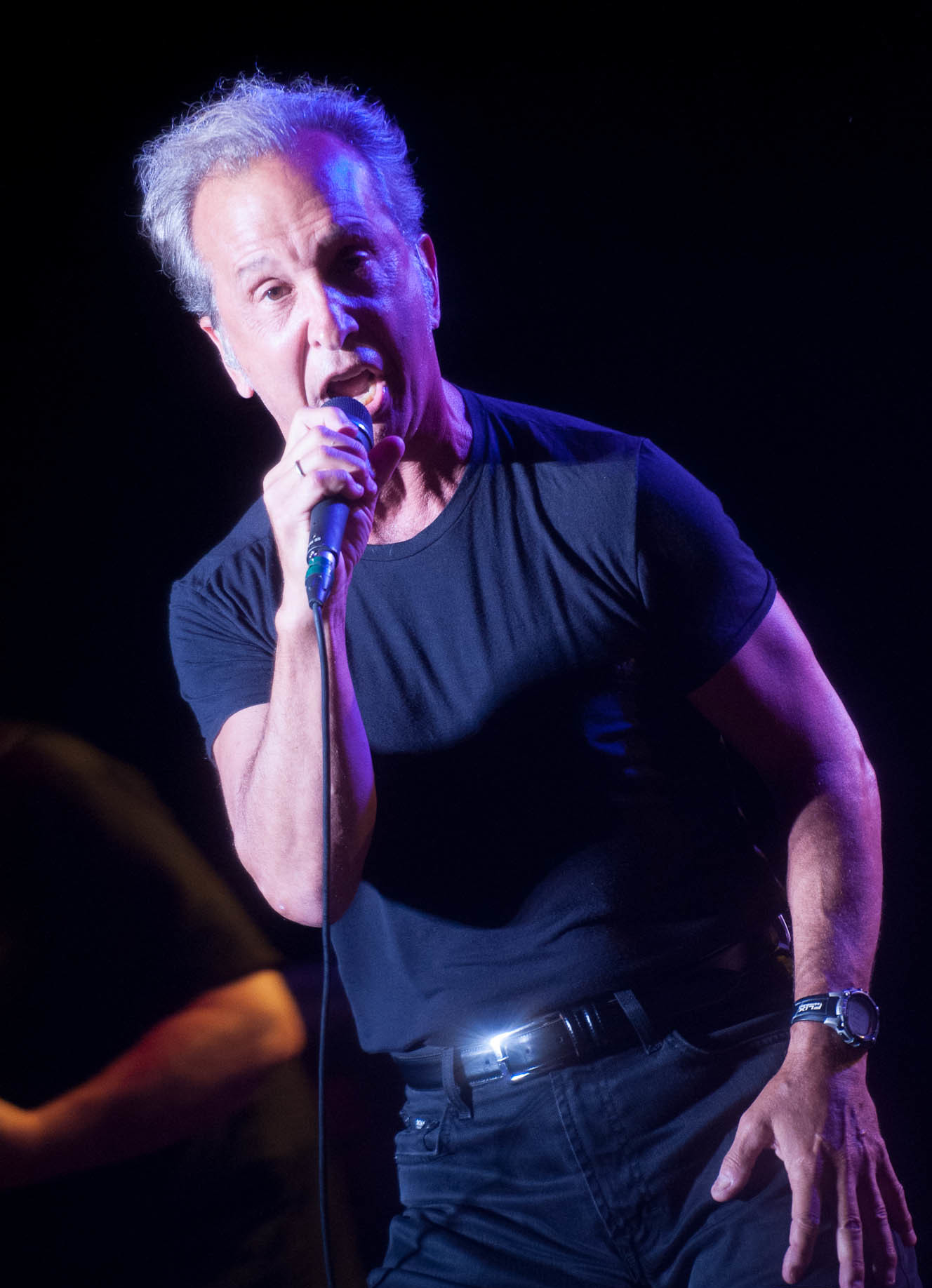
Steve Walsh (* 1951)

- Walsh, Susan (* 1962), US-amerikanische Schwimmerin
- Walsh, Tahir (* 1994), antiguanischer Leichtathlet
- Walsh, Terry (* 1953), australischer Feldhockeyspieler und -trainer
- Walsh, Thomas (1901–1956), irischer Politiker
- Walsh, Thomas J. (1859–1933), US-amerikanischer Politiker (Demokratische Partei)
- Walsh, Thomas Joseph (1873–1952), US-amerikanischer römisch-katholischer Geistlicher, Erzbischof von Newark
- Walsh, Thomas Yates (1809–1865), US-amerikanischer Politiker
- Walsh, Toby (* 1964), britischer Informatiker
- Walsh, Tom (* 1983), US-amerikanischer Eishockeyspieler
- Walsh, Tom (* 1996), schottischer Fußballspieler
- Walsh, Tom (* 1999), englischer Squashspieler
- Walsh, Tomas (* 1992), neuseeländischer Kugelstoßer
- Walsh, William (1804–1858), irischer Geistlicher und römisch-katholischer Erzbischof von Halifax
- Walsh, William (1828–1892), US-amerikanischer Politiker
- Walsh, William F. (1912–2011), US-amerikanischer Politiker
- Walsh, William Joseph (1841–1921), irischer Geistlicher und römisch-katholischer Erzbischof von Dublin
- Walsh, William Legh (1857–1938), kanadischer Politiker und Richter
- Walsh, Willie (1935–2025), irischer Geistlicher, römisch-katholischer Bischof von Killaloe
- Walsh-Peelo, Ferdia (* 1999), irischer Schauspieler und MusikerFerdia Walsh-Peelo (* 1999)

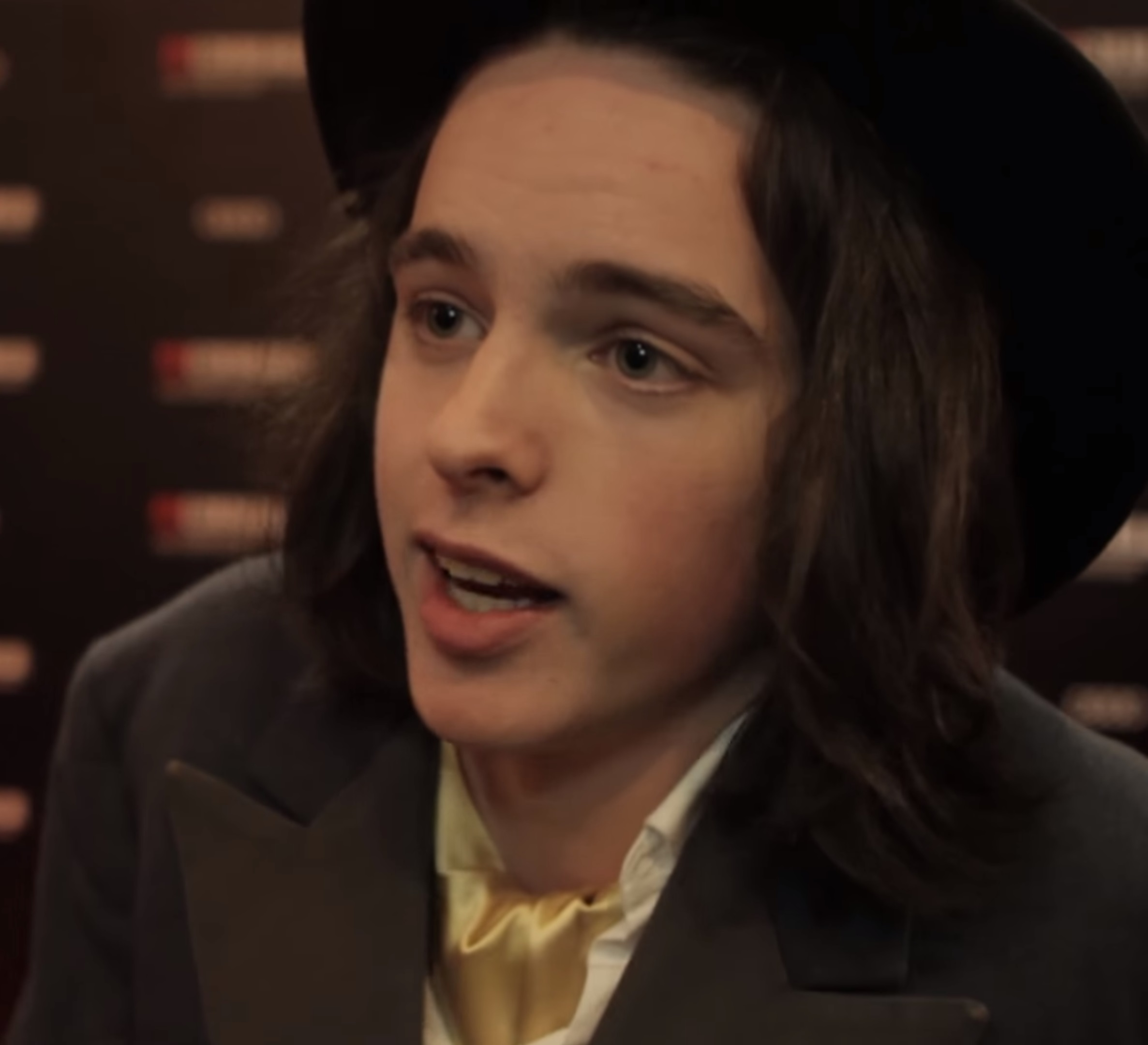
Ferdia Walsh-Peelo (* 1999)

- Walsh-Pete, Sharon (* 1952), US-amerikanische Tennisspielerin
- Walsh-Wrightson, Craig, neuseeländischer Schauspieler, Synchronsprecher und Moderator
- Walsham, Mark (* 1962), britischer Radrennfahrer
- Walshaw, Robert (1919–1998), britischer Autorennfahrer
- Walshe, Jennifer (* 1974), irische Komponistin, Performerin und Hochschulprofessorin
- Walshe, Pat (1900–1991), US-amerikanischer Zwergdarsteller

### Walsi
- Walsin-Esterházy, Ferdinand (1847–1923), französischer Offizier und SpionFerdinand Walsin-Esterházy (1847–1923)

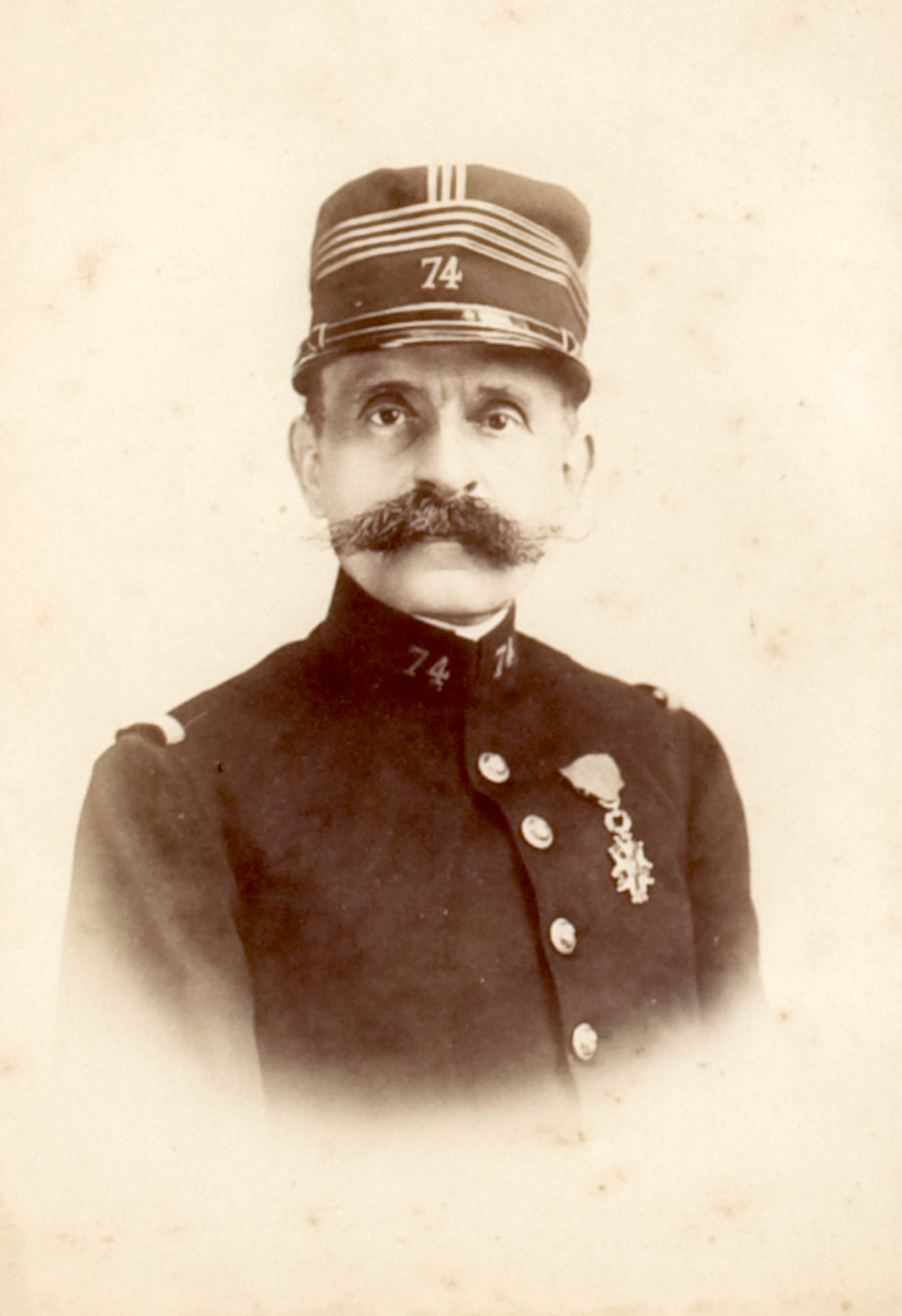
Ferdinand Walsin-Esterházy (1847–1923)

- Walsingham, Frances (1567–1632), englische Adlige und Hofdame
- Walsingham, Francis (1532–1590), Begründer des britischen Geheimdienstes

### Walsk
- Walska, Ganna (1887–1984), polnisch-US-amerikanische Gesellschaftsdame, Sängerin und Gartenenthusiastin
- Walsken, Ernst (1909–1993), deutscher Maler und Widerstandskämpfer
- Walsken, Ernst Martin (* 1947), deutscher Politiker (SPD), MdL, Manager
- Walsken, Gisela (* 1958), deutsche Politikerin (SPD), MdL

### Walsl
- Walsleben, Ernst Sigismund von, preußischer Landrat
- Walsleben, Philipp (* 1987), deutscher Radrennfahrer
- Walsleben, Stephan (* 1983), deutscher Karateka
- Walsleben, Susanne (* 1957), deutsche Journalistin und Autorin

### Walsm
- Walsman, Leeanna (* 1979), australische Schauspielerin
- Walsmann, Hans (1877–1939), deutscher Jurist und Hochschullehrer
- Walsmann, Marion (* 1963), deutsche Politikerin (CDU-Ost, CDU), MdV, MdL

### Walso
- Walsø, Margit (* 1968), norwegische Schriftstellerin, Verlegerin und Kuratorin
- Walsøe, Per (1943–2024), dänischer Badmintonspieler

### Walsp
- Walspeck, Erdmann Gustav von († 1749), preußischer Landrat
- Walsperger, Andreas (* 1415), Kartograf

### Walss
- Walss, Priska (* 1964), Schweizer Jazz-Posaunistin

### Walst
- Walst, Matt (* 1983), kanadischer Sänger und SongwriterMatt Walst (* 1983)

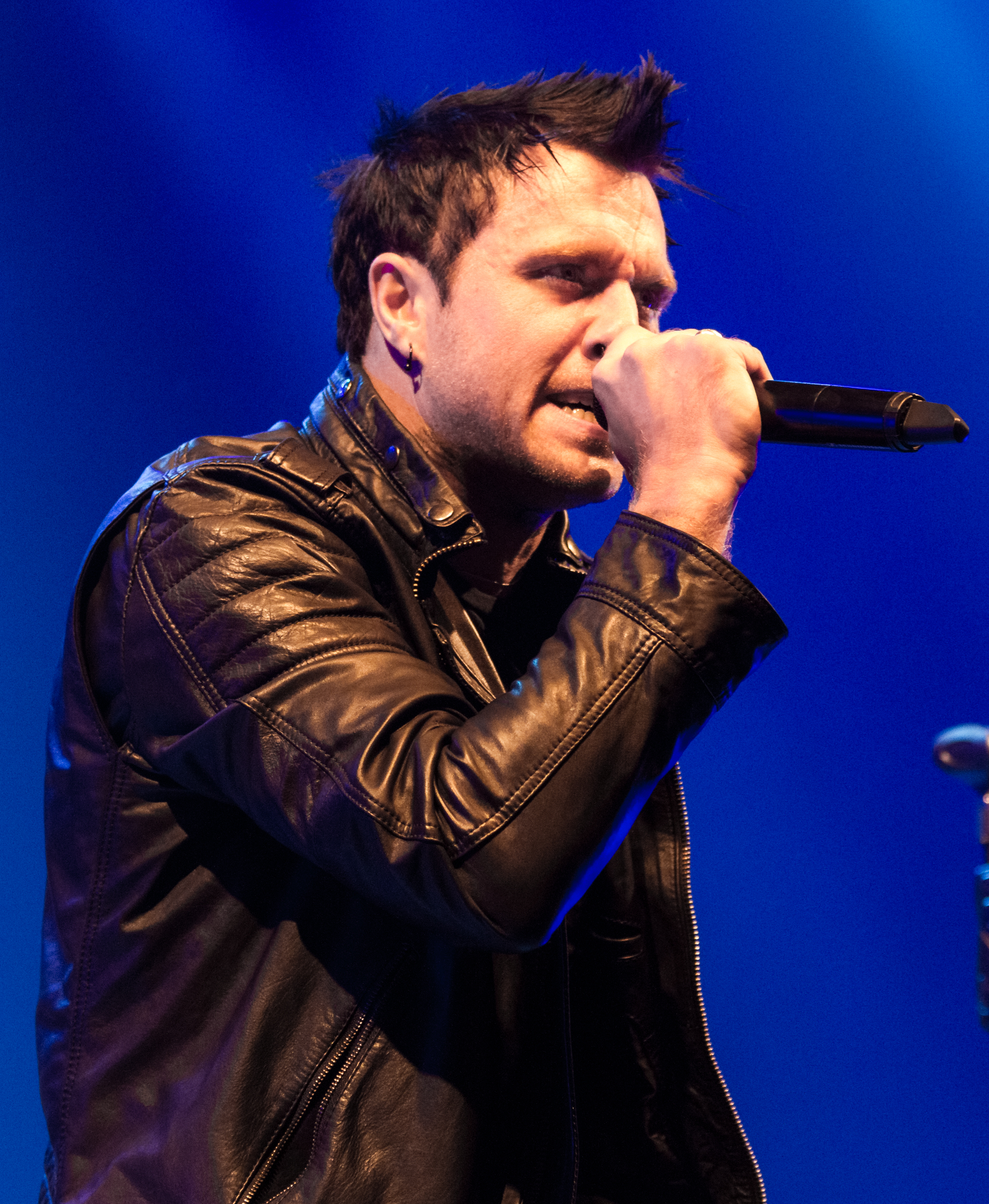
Matt Walst (* 1983)

- Walstad, Sindre (* 1972), norwegischer Handballspieler
- Walston, Bobby (1928–1987), US-amerikanischer American-Football-Spieler
- Walston, Henry, Baron Walston (1912–1991), britischer Politiker, MdEP
- Walston, Ray (1914–2001), US-amerikanischer Schauspieler

### Walsu
- Walsum, Peter van (1934–2019), niederländischer Diplomat

### Walsw
- Walsworth, Ronald L., US-amerikanischer Physiker